# Rita Johnson

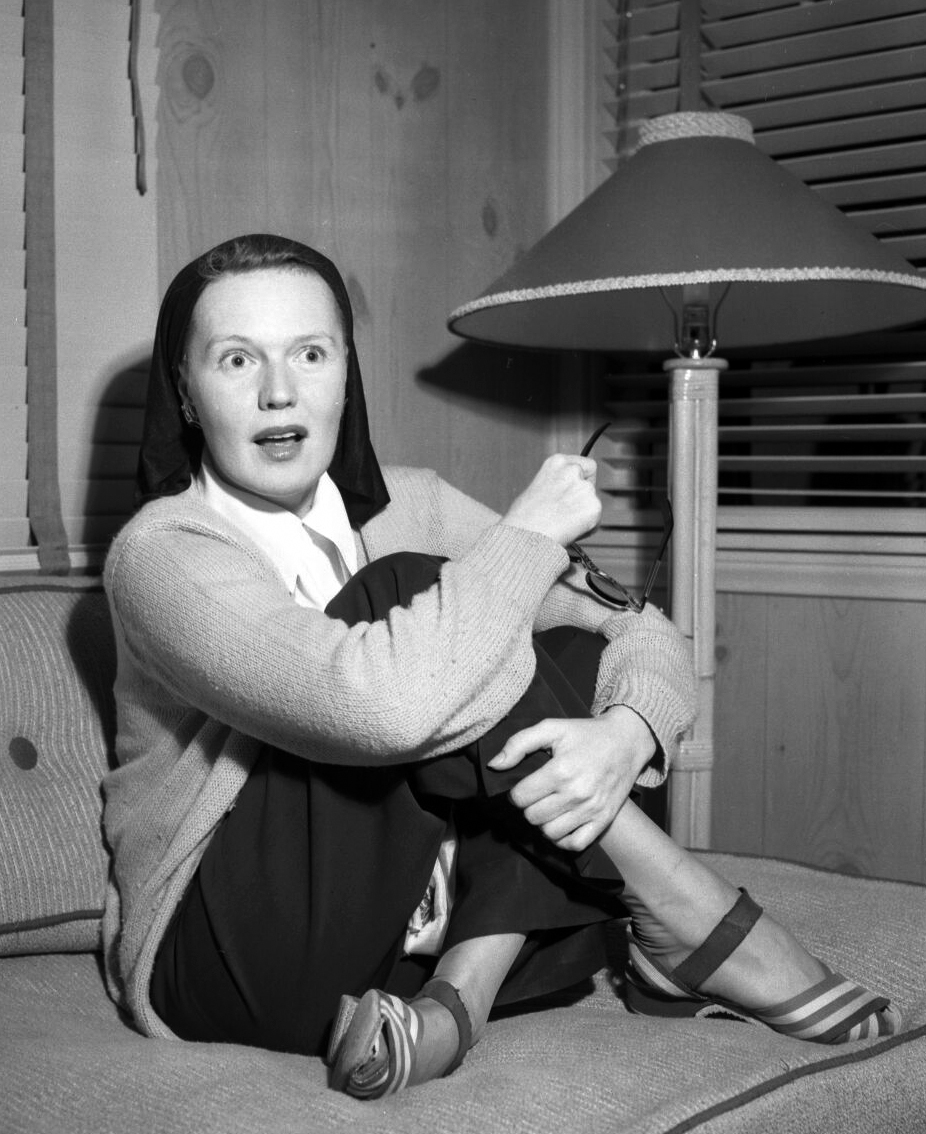
Rita Johnson nach ihrem Krankenhausaufenthalt (1948)

Rita Johnson (* 13. August 1913 in Worcester, Massachusetts als Rita McSean; † 31. August 1965 in Hollywood, Kalifornien) war eine US-amerikanische Schauspielerin.

## Leben und Karriere
Rita Johnson arbeitete zunächst als Kellnerin in der elterlichen Gaststätte sowie als Hot-Dog-Verkäuferin. 1935 machte die am New England Conservatory of Music ausgebildete Pianistin ihr Debüt am Broadway, bereits zwei Jahre später spielte sie in ihrem ersten Film London by Night unter Regie von Wilhelm Thiele. Die gutaussehende Darstellerin spielte zunächst vor allem in kleineren Filmen, konnte sich aber mit der Darstellung von Leading Ladys langsam einen Namen machen. 1940 war Johnson in Der große Edison als unterstützende Ehefrau des von Spencer Tracy verkörperten Erfinders Edison zu sehen. Johnson konnte allerdings auch in unsympathischen Rollen überzeugen, beispielsweise als Mörderin ihres Ehemannes in Urlaub vom Himmel (1941) sowie als kaltherzige Verlobte von Ray Milland in Billy Wilders US-Regiedebüt Der Major und das Mädchen (1942). Als schauspielerisch herausragend galt insbesondere ihre Darstellung einer liebenswerten, naiven Ehefrau im Film noir They Won’t Believe Me (1947), die von ihrem skrupellosen Ehemann nur aus finanziellen Gründen geheiratet wurde und ihm schließlich zum Opfer fällt.
Im September 1948 wurde Rita Johnson lebensgefährlich verletzt und musste am Gehirn operiert werden, Ursache war angeblich ein auf sie heruntergefallener Haartrockner. Dieser bizarre Grund wurde allerdings vielfach bezweifelt, Zeitungskolumnisten wie Walter Winchell und Hedda Hopper spekulierten beispielsweise, dass ein tätlicher Angriff dahinter stecken könnte, da Johnson an fast allen Körperteilen Verletzungen hatte. Sie benötigte ein Jahr, um sich halbwegs wieder von den Folgen des Unfalls zu erholen, zeitweise konnte sie nicht laufen. Es folgten einige Rollen im Filmgeschäft, sie weitete ihre Schauspielarbeit auch auf Radio und Fernsehen aus, aber an die vorherigen Erfolge konnte sie nie mehr anknüpfen. Ihre letzte Rolle spielte sie 1957 im Familienfilm Befiehl du deine Wege an der Seite von Glynis Johns und Cameron Mitchell.
Nach dem Unfall begannen auch Alkoholprobleme, die ihren frühen Tod im Jahr 1965 an einer Gehirnblutung wahrscheinlich mitverursachten. Privat war die Schauspielerin in den 1940er-Jahren zweimal verheiratet, aber beide Ehen wurden geschieden. Zeitweise führte sie eine Beziehung mit dem Kollegen Broderick Crawford. Sie wurde auf dem Holy Cross Cemetery in Culver City bestattet.

## Filmografie
- 1937: London by Night
- 1937: My Dear Miss Aldrich
- 1938: Mannes-Test (Man-Proof)
- 1938: Letter of Introduction
- 1938: Smashing the Rackets
- 1938: Rich Man, Poor Girl
- 1938: The Girl Downstairs
- 1939: Südsee-Nächte (Honolulu)
- 1939: Within the Law
- 1939: Irrwege der Liebe (Broadway Serenade)
- 1939: 6,000 Enemies
- 1939: Stronger Than Desire
- 1939: They All Come Out
- 1939: Nick Carter, Master Detective
- 1940: Congo Maisie
- 1940: Forty Little Mothers
- 1940: Der große Edison (Edison, the Man)
- 1940: The Golden Fleecing
- 1941: Maisie Was a Lady
- 1941: Urlaub vom Himmel (Here Comes Mr. Jordan)
- 1941: Sprechstunde für Liebe (Appointment for Love)
- 1942: Der Major und das Mädchen (The Major and the Minor)
- 1943: Flicka (My Friend Flicka)
- 1945: Oh, Susanne! (The Affairs of Susan)
- 1945: Thunderhead – der vierbeinige Teufel (Thunderhead, Son of Flicka)
- 1945: The Naughty Nineties
- 1945: Pardon My Past
- 1946: Die perfekte Heirat (The Perfect Marriage)
- 1947: Michigan Kid
- 1947: They Won’t Believe Me
- 1948: Schlingen der Angst (Sleep, My Love)
- 1948: Spiel mit dem Tode (The Big Clock)
- 1948: Der Pantoffelheld (An Innocent Affair)
- 1948: Fünf auf Hochzeitsreise (Family Honeymoon)
- 1950: The Second Face
- 1952: Mr. & Mrs. North (Fernsehserie, Folge 1x01)
- 1952: Rebound (Fernsehserie, Folge 2x01)
- 1954: Your Favorite Story (Fernsehserie, Folge 2x26)
- 1954: Eine Nacht mit Susanne (Susan Slept Here)
- 1954: The Christophers (Fernsehserie, eine Folge)
- 1954: The Lone Wolf (Fernsehserie, Folge 1x23)
- 1955: The Man Behind the Badge (Fernsehserie, Folge 2x03)
- 1955: The Adventures of Ozzie & Harriet (Fernsehserie, Folge 3x20)
- 1956: Emergency Hospital
- 1957: Befiehl du deine Wege (All Mine to Give)